# Oskar Brackmann

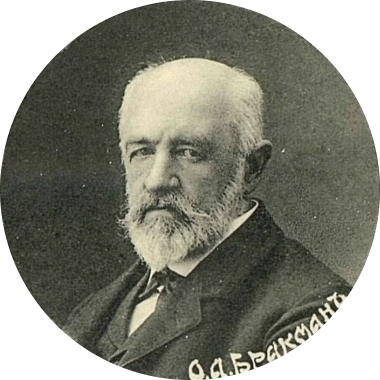
Oskar Brackmann

Oskar Brackmann (* 10. Oktoberjul. / 22. Oktober 1841greg. auf dem Gut Michailowskoje, Gouvernement Tula, Russland; † 10. Februar 1927 in Pärnu, Estland) war ein deutschbaltischer Politiker.

## Leben und Politik
Oskar Alexander Brackmann wurde im Gouvernement Tula südlich von Moskau in eine russlanddeutsche Familie geboren. Er studierte von 1861 bis 1866 Rechtswissenschaft an den Universitäten Dorpat in Livland und Heidelberg in Baden. Anschließend zog er ins Baltikum.
Von 1866 bis 1868 sammelte Brackmann als stellvertretender Ratssekretär im kurländischen Jelgava (Mitau) erste kommunalpolitische Erfahrung. Von 1868 bis 1871 war Brackmann Vogt in Pärnu (Pernau), anschließend von 1871 bis 1879 Ratssyndikus.
Von 1879 bis 1915 war Brackmann Oberbürgermeister der Stadt Pärnu. In seiner langen Amtszeit ließ er die Stadt an der Ostsee zu einem populären Kurort ausbauen. Er plante zahlreiche Alleen in Strandnähe zur Stadtverschönerung. Die Gründung des Jachthafens geht auf seine Mitinitiative zurück. Zwischen 1879 und 1882 wurde der Stadtpark angelegt, 1890 entstand eine moderne Schlamm- und Badeheilanstalt. 1896 wurde Pärnu über das russische Eisenbahnnetz mit der Stadt Valga (Walk) und vier Jahre später mit der estländischen Hauptstadt Tallinn verbunden.
Von 1907 bis 1912 war Brackmann außerdem Abgeordneter der 3. Duma. Dort gehörte er der Gruppe der Oktobristen an.
Während des Ersten Weltkriegs verbannten die zaristischen Behörden Brackmann 1915 nach Irkutsk. Erst nach der russischen Revolution 1917 konnte er ins Baltikum zurückkehren. Anschließend war Brackmann noch einmal 1918/19 Oberbürgermeister von Pärnu, bevor er sich aus der aktiven Politik weitgehend zurückzog.
Oskar Brackmann liegt heute auf dem Alevi Friedhof (Alevi kalmistu) von Pärnu begraben. Seit 1991 erinnert ein Denkmal in Pärnu an ihn.
Der estnische Filmpionier Johannes Pääsuke hat Oskar Brackmann im ersten estnischen Spielfilm, Karujaht Pärnumaal (Bärenjagd im Pernauer Land), ein ironisches Denkmal gesetzt. In der bissigen politischen Satire aus dem Jahr 1914 werden der Bürgermeister und die lokalpolitischen Auseinandersetzungen mit seinen estnischen Kritikern aufs Korn genommen.